# Campionati europei di ciclismo su pista 2023 - Velocità femminile
La velocità femminile ai Campionati europei di ciclismo su pista 2023 si svolse il 9 e il 10 febbraio 2023 presso il Velodrome Suisse di Grenchen, in Svizzera.

## Risultati

### Qualificazioni
Le prime 11 si qualificarono per gli ottavi di finale, le atlete piazzate dal 12º al 21º posto si qualificarono per i sedicesimi di finale.
| Pos. | Atleta                   | Nazione       | Tempo  | Distacco | Note |
| ---- | ------------------------ | ------------- | ------ | -------- | ---- |
| 1    | Mathilde Gros            | Francia       | 10"524 |          | Q    |
| 2    | Lea Sophie Friedrich     | Germania      | 10"565 | +0"041   | Q    |
| 3    | Sophie Capewell          | Gran Bretagna | 10"570 | +0"046   | Q    |
| 4    | Pauline Grabosch         | Germania      | 10"606 | +0"082   | Q    |
| 5    | Hetty van de Wouw        | Paesi Bassi   | 10"639 | +0"115   | Q    |
| 6    | Emma Finucane            | Gran Bretagna | 10"743 | +0"219   | Q    |
| 7    | Taky Marie-Divine Kouamé | Francia       | 10"777 | +0"253   | Q    |
| 8    | Nicky Degrendele         | Belgio        | 10"832 | +0"308   | Q    |
| 9    | Veronika Jaborníková     | Rep. Ceca     | 10"862 | +0"338   | Q    |
| 10   | Miriam Vece              | Italia        | 10"888 | +0"364   | Q    |
| 11   | Steffie van der Peet     | Paesi Bassi   | 10"909 | +0"385   | Q    |
| 12   | Nikola Sibiak            | Polonia       | 10"912 | +0"388   | q    |
| 13   | Miglė Lendel             | Lituania      | 11"026 | +0"502   | q    |
| 14   | Alla Bilec'ka            | Ucraina       | 11"081 | +0"557   | q    |
| 15   | Paulina Petri            | Polonia       | 11"100 | +0"576   | q    |
| 16   | Orla Walsh               | Irlanda       | 11"159 | +0"635   | q    |
| 17   | Oleksandra Lohvynjuk     | Ucraina       | 11"272 | +0"748   | q    |
| 18   | Helena Casas             | Spagna        | 11"349 | +0"825   | q    |
| 19   | Julie Nicolaes           | Belgio        | 11"352 | +0"828   | q    |
| 20   | Giada Capobianchi        | Italia        | 11"371 | +0"847   | q    |
| 21   | Anna Jaborníková         | Rep. Ceca     | 11"425 | +0"901   | q    |

### Sedicesimi di finale
Le vincitrici delle batterie si qualificarono per gli ottavi di finale.
| Batt. | Pos. | Atleta               | Nazione   | Tempo  | Note |
| ----- | ---- | -------------------- | --------- | ------ | ---- |
| 1     | 1    | Nikola Sibiak        | Polonia   | X      | Q    |
| 1     | 2    | Anna Jaborníková     | Rep. Ceca | +0"312 |      |
| 2     | 1    | Miglė Lendel         | Lituania  | X      | Q    |
| 2     | 2    | Giada Capobianchi    | Italia    | +0"082 |      |
| 3     | 1    | Alla Bilec'ka        | Ucraina   | X      | Q    |
| 3     | 2    | Julie Nicolaes       | Belgio    | +0"630 |      |
| 4     | 1    | Paulina Petri        | Polonia   | X      | Q    |
| 4     | 2    | Helena Casas         | Spagna    | +0"060 |      |
| 5     | 1    | Oleksandra Lohvynjuk | Ucraina   | X      | Q    |
| 5     | 2    | Orla Walsh           | Irlanda   | +0"070 |      |

### Ottavi di finale
Le vincitrici delle batterie si qualificarono per i quarti di finale.
| Batt. | Pos. | Atleta                   | Nazione       | Tempo  | Note |
| ----- | ---- | ------------------------ | ------------- | ------ | ---- |
| 1     | 1    | Mathilde Gros            | Francia       | X      | Q    |
| 1     | 2    | Oleksandra Lohvynjuk     | Ucraina       | +0"077 |      |
| 2     | 1    | Lea Friedrich            | Germania      | X      | Q    |
| 2     | 2    | Paulina Petri            | Polonia       | +0"089 |      |
| 3     | 1    | Sophie Capewell          | Gran Bretagna | X      | Q    |
| 3     | 2    | Alla Bilec'ka            | Ucraina       | +0"094 |      |
| 4     | 1    | Pauline Grabosch         | Germania      | X      | Q    |
| 4     | 2    | Miglė Lendel             | Lituania      | +0"316 |      |
| 5     | 1    | Hetty van de Wouw        | Paesi Bassi   | X      | Q    |
| 5     | 2    | Nikola Sibiak            | Polonia       | +0"125 |      |
| 6     | 1    | Emma Finucane            | Gran Bretagna | X      | Q    |
| 6     | 2    | Steffie van der Peet     | Paesi Bassi   | +0"000 |      |
| 7     | 1    | Taky Marie-Divine Kouamé | Francia       | X      | Q    |
| 7     | 2    | Miriam Vece              | Italia        | +0"050 |      |
| 8     | 1    | Nicky Degrendele         | Belgio        |        | Q    |
| 8     | 2    | Veronika Jaborníková     | Rep. Ceca     | +0"148 |      |

### Quarti di finale
Le batterie si disputarono al meglio delle tre manche; le vincitrici si qualificarono per le semifinali.
| Batt. | Pos. | Atleta                   | Nazione       | 1ª manche | 2ª manche | 3ª manche (ev.) | Note |
| ----- | ---- | ------------------------ | ------------- | --------- | --------- | --------------- | ---- |
| 1     | 1    | Mathilde Gros            | Francia       | X         | X         |                 | Q    |
| 1     | 2    | Nicky Degrendele         | Belgio        | +0"044    | +0"084    |                 |      |
| 2     | 1    | Lea Friedrich            | Germania      | X         | X         |                 | Q    |
| 2     | 2    | Taky Marie-Divine Kouamé | Francia       | +0"083    | +0"135    |                 |      |
| 3     | 1    | Sophie Capewell          | Gran Bretagna | X         | X         |                 | Q    |
| 3     | 2    | Emma Finucane            | Gran Bretagna | +0"028    | +0"005    |                 |      |
| 4     | 1    | Pauline Grabosch         | Germania      | X         | X         |                 | Q    |
| 4     | 2    | Hetty van de Wouw        | Paesi Bassi   | +0"101    | +0"119    |                 |      |

### Semifinali
Le vincitrici si qualificarono per la finale per la medaglia d'oro; le sconfitte si affrontarono in quella per la medaglia di bronzo.
| Batt. | Pos. | Atleta           | Nazione       | 1ª manche | 2ª manche | 3ª manche (ev.) | Note |
| ----- | ---- | ---------------- | ------------- | --------- | --------- | --------------- | ---- |
| 1     | 1    | Pauline Grabosch | Germania      | +0"030    | X         | X               | QO   |
| 1     | 2    | Mathilde Gros    | Francia       | X         | +0"053    | +0"036          | QB   |
| 2     | 1    | Lea Friedrich    | Germania      | X         | X         |                 | QO   |
| 2     | 2    | Sophie Capewell  | Gran Bretagna | +0"129    | +0"118    |                 | QB   |

### Finali
| Pos.                             | Atleta           | Nazione       | 1ª manche | 2ª manche | 3ª manche (ev.) |
| -------------------------------- | ---------------- | ------------- | --------- | --------- | --------------- |
| Finale per la medaglia d'oro     |                  |               |           |           |                 |
| 1                                | Lea Friedrich    | Germania      | X         | X         |                 |
| 2                                | Pauline Grabosch | Germania      | +0"088    | +0"110    |                 |
| Finale per la medaglia di bronzo |                  |               |           |           |                 |
| 3                                | Sophie Capewell  | Gran Bretagna | X         | X         |                 |
| 4                                | Mathilde Gros    | Francia       | +0"098    | +0"122    |                 |